# Pobit Kamak (Razgrad)
Pobit Kamak (Bulgaars: Побит камък) is een dorp in de Bulgaarse gemeente Razgrad, oblast Razgrad. Het dorp ligt 16 km ten noorden van Razgrad en 282 km ten noordoosten van Sofia.

## Bevolking
In de eerste volkstelling van 31 december 1934 registreerde het dorp 2.049 inwoners. Dit aantal is de afgelopen decennia continu afgenomen. Op 31 december 2019 werden er slechts 200 inwoners geteld, oftewel minder dan 10% van het oorspronkelijke inwonersaantal.
Van de 235 inwoners die in februari 2011 werden geregistreerd, reageerden er 201 op de optionele volkstelling. Zo’n 192 respondenten identificeerden zichzelf als etnische Bulgaren (95,5%) en 7 personen identificeerden zichzelf als Bulgaarse Turken (3,5%). 
Het dorp heeft een oude bevolkingsopbouw. Van de 235 inwoners die in februari 2011 werden geregistreerd, waren er 15 jonger dan 15 jaar oud (6%), zo'n 140 inwoners waren tussen de 15-64 jaar oud (60%), terwijl er 80 inwoners van 65 jaar of ouder werden geteld (34%).